# 황인찬 (1997년)
황인찬(1997년 ~)은 대한민국의 아나운서이다. 2022년 6월에 전주MBC에 아나운서로 활동하다, 2024년 7월부터 광주방송 아나운서로 근무중이다.

## 현재 방송 프로그램
- kbc 8 뉴스 (평일, 주말 당직)